# Halysidota enricoi
Halysidota enricoi är en fjärilsart som beskrevs av De Toulgoët 1978. Halysidota enricoi ingår i släktet Halysidota och familjen björnspinnare. Inga underarter finns listade i Catalogue of Life.